# Первое королевство Камбоджи
Первое королевство Камбоджи, официально Королевство Камбоджа (кхмер. ព្រះរាជាណាចក្រកម្ពុជា) — период в истории Камбоджи, также известный как Период Сангкум, с 1953 по 1970 год, соответствует периоду личного осуществления власти Нородома Сианука после окончания французского протектората в 1953 году, вплоть до свержения короля в 1970 год, после чего была провозглашена республика.

## История

### Путь к независимости
Камбоджа став конституционной монархией и ассоциированным государством в рамках Французского союза. В сентябре 1946 года в стране проходят выборы в Национальную ассамблею на основе всеобщего прямого голосования. Большинство мест — 50 из 67 — получает Демократическая партия, возглавляемая принцем Сисоват Ютевонгом. Камбоджа принимает парламентский режим, сопоставимый с четвёртой Французской республикой.